# 交通银行南京分行旧址
交通银行南京分行旧址位于中国江苏省南京市玄武区中山东路1号，现为中国工商银行南京钟山支行所在地，同时也是江苏省文物保护单位。

## 历史
1910年，交通银行南京分行建立。1933年，交通银行南京分行新楼破土动工，由上海缪凯伯工程司（Miao Kay-Pah Consulting Co.）设计，新亨营造厂负责营建，1935年7月竣工，工程造价约20万元。事实上，该建筑作为交行南京分行所在地的时间累计仅有五至六年，1937年抗日战争全面爆发，交行南京分行大楼被日军及汪精卫政权占用，后成为汪政权中央储备银行所在地；日本投降后又一度被中央银行南京分行占用，不久后交行南京分行迁回；1949年中华人民共和国成立后，交行迁出，大楼成为中国人民银行南京分行所在地；1984年中国工商银行成立后成为工行办公地点至今。
随着时间推移，交通银行南京分行旧址安全隐患愈发严重，因此南京市人民政府于2010年开始对大楼进行翻修。据参与此次翻修工作的东南大学建筑学院教授周琦表示，交通银行南京分行旧址的大量墙壁出现开裂等症状，钢筋由于空气及水分侵入墙体被侵蚀，“已经酥化掉了”。由于翻修“修旧如旧”，加上工程繁重，造价也相当可观，平均每平方米修缮费用超过10000元人民币。修缮工程2011年底结束，交通银行南京分行旧址同时重新对外开放。

## 建筑
交通银行南京分行旧址采用了罗马古典建筑风格。大楼正立面南侧为4根高达9米的古典爱奥尼亚柱，东西两侧各配有3根相同式样的檐柱。建筑外墙面及外台度采用水泥錾假石，外部采用滚花钢窗，周边镶以大理石窗套及面饰，屋脊部位有多层线角和水泥塑花。迎面入口设有三座包金属双门。门楣有三角形及弧形饰物，沿口有浮雕花纹图案。主体建筑原为地上4层、地下1层；1937年被日军占领后，在顶部平台中部增建一座两层建筑。
建筑中部有营业大厅，高度为2层，上部天顶为钢网架，并布有整面采光花格玻璃窗。墙面、柱面、门套及四周银柜均镶嵌大理石，大厅前有门厅过渡，门厅及大厅均为彩色水磨石地坪，墙为石膏花纹饰线。大厅西侧为业务部、储蓄部、出纳部、信托部以及金库通道；后部为经理室、会客室、文书科、信息科以及仆役室，各室与大厅，有穿堂隔离，楼上为银行职员业务办公室及宿舍。